# Утиный сезон
Утиный сезон — мексиканская чёрно-белая кинокомедия 2004 года, дебют режиссёра Фернандо Эймбке. Положительно отрецензирована ведущими кинокритиками США.

## Сюжет
Два 14-летних подростка Флама (Даниель Миранда) и Моко (Диего Катаньо), друзья с детства, вынуждены провести воскресенье в квартире без родителей. Для этого у них есть видеоигры, порножурналы, безалкогольные напитки и пицца на заказ. Но ход скучного выходного нарушается то электросетями, то соседкой Ритой (Данни Переа), то доставщиком пиццы (Энрике Арреола), то жуткими утками на картине и приводит к серьёзным разговорам о разводе родителей, одиночестве, смешении понятий любви и дружбы и разочаровании во взрослой жизни.

## Награды
- Приз «Серебряный Ариэль» 2005 года в номинациях: Лучший актёр, Лучшая актриса, Лучшая арт-режиссура, Лучшая режиссура, Лучший монтаж, Лучшая музыка к фильму, Лучший сценарий, Лучший звук.
- Приз кинофестиваля в Гвадалахаре 2004 года в номинациях : Лучший актёр, Лучшая актриса, Лучший режиссёр, Лучший фильм, Лучшая мелодия к фильму, Лучший сценарий, Лучший звук.
- Особый приз жюри на кинофестивале в Париже (2005).
- Приз кинофестиваля в Фессалониках в номинации Лучший режиссёр (2004).

## Отзывы критиков
- Диего Мартинес Пикассо (Cinefreaks.com.ar): "«Утиный сезон» — симпатичный и крайне универсальный дебют Фернандо Эймбке, снятый с минимальным бюджетом на безупречно чёрно-белой плёнке… Ничего трагического, неразрешимого, и к счастью, с большой долей юмора.[2]
- Ричард Пропс (The Independent Critic): «Смешно, но „Утиный сезон“ не рекомендован для просмотра детям до шестнадцати из-за ругательств, марихуаны и сценами с поцелуями. Но в фильме нет ничего такого, что большинство 14-летних не встречало бы в обычной жизни. Это хороший фильм, который старается достичь высоты и почти её достигает. В смысле своей бессмысленности он наслаждается этой бессмысленностью, доходя до смысла — а есть ли в этом смысл.»[3]
- Ричард Стракке (examiner.com): «Контрастная чёрно-белая урбанистическая съёмка и футболки в стиле Rancid может и напоминают о ранних работах Джармуша, но дебют Эймбке ближе к более реалистичному и такому же доброму подходу к подростковым комедиям, на которых сделал себе имя Джон Хьюз. В них нет затянутой скуки или присущей хиппи иронии. Эти дети разбираются со своими жизнями и эмоциями так, как они умеют. Это не приторно сладкий фильм. Но он и не барахтается в жалости. По словам Жанель Монэ, ставшими бессмертными: „если ты высоко или низко, ступай по канату на носках“.»[4]